# Trochamminellinae
Trochamminellinae es una subfamilia de foraminíferos bentónicos de la familia Trochamminidae, de la superfamilia Trochamminoidea, del suborden Trochamminina, y del orden Trochamminida. Su rango cronoestratigráfico abarca el Holoceno.

## Discusión
Clasificaciones previas incluían Trochamminellinae en el suborden Textulariina del orden Textulariida. Otras clasificaciones lo han incluido en el orden Lituolida.

## Clasificación
Trochamminellinae incluye a los siguientes géneros:
- Alterammina
- Atlantiella
- Earlandammina
- Pseudotrochammina
- Resupinammina
- Trochamminella

Otro género considerado en Trochammininae es:
- Ammoglobigerinoides, aceptado como Pseudotrochammina